# Ujcayil
Ujcayil är en ort i Mexiko.   Den ligger i kommunen Chilón och delstaten Chiapas, i den sydöstra delen av landet, 800 km öster om huvudstaden Mexico City. Ujcayil ligger 1 217 meter över havet och antalet invånare är 127.
Terrängen runt Ujcayil är huvudsakligen kuperad, men norrut är den bergig. Runt Ujcayil är det ganska tätbefolkat, med 54 invånare per kvadratkilometer. Närmaste större samhälle är Sitalá, 16,1 km väster om Ujcayil. I omgivningarna runt Ujcayil växer i huvudsak städsegrön lövskog.